# Orlando Daniels
Orlando Tilestone Daniels (ur. 20 marca 1860 r. w Lawrencetown, zm. w 1927 r. w Bridgetown) – prawnik i polityk z Nowej Szkocji. Reprezentował hrabstwo Annapolis w Izbie Zgromadzeń Nowej Szkocji (ówczesnej izbie wyższej Zgromadzenia Legislacyjnego Nowej Szkocji) jako członek Partii Liberalnej Nowej Szkocji.

## Życiorys
Urodził się w Lawrencetown, w hrabstwie Annapolis, należącym do Nowej Szkocji, jako syn rolnika Wellingtona Danielsa i Lavinii Margeson. Uczył się najpierw w Lawrencetown, później na Uniwersytecie Acadia. Ukończył studia prawnicze u Jamesa Wilberforce'a Longleya w Halifaksie. Został powołany do adwokatury Nowej Szkocji w 1885 r. i rozpoczął praktykę w Bridgetown. W roku 1893 poślubił Mary Muir. Był prokuratorem generalnym w Radzie Wykonawczej prowincji w latach 1911–1912. Zmarł w Bridgetown.